# Route 83 (Islande)
Pour les articles homonymes, voir Route 83.
La Route 83 (Þjóðvegur 83) ou Grenivíkurvegur est une route située dans la région des Norðurland eystra qui relie la Route 1  à Grenivík.

## Trajet
- Route 1
- Grenivík